# Patricia Barber
 (janvier 2020).
Si vous disposez d'ouvrages ou d'articles de référence ou si vous connaissez des sites web de qualité traitant du thème abordé ici, merci de compléter l'article en donnant les références utiles à sa vérifiabilité et en les liant à la section « Notes et références ».
Pour les articles homonymes, voir Barber.
Patricia Barber, née le 8 novembre 1955 à Chicago, est une auteure-compositrice-interprète de jazz, pianiste et chanteuse américaine.
Sa musique est basée sur ses talents de chanteuse (alto) ainsi que sur son style au piano parfaitement accompli. Son répertoire comprend des compositions originales ainsi que des reprises de grands classiques du jazz ou de la pop/rock (Ode to Billie Joe, A Taste of Honey, Black Magic Woman, Light My Fire).

## Biographie
Son père, Floyd Shim Barber, saxophoniste, a joué entre autres avec Glenn Miller.
Son neuvième album, Mythologies (2006), est un ensemble de morceaux inspirés des métamorphoses d'Ovide.
Elle a joué dans le monde entier, en quatuor avec Neal Alger (guitares), Michael Arnopol (contrebasse), Eric Montzka (batterie) ; puis en trio avec Patrick Mulcahy (contrebasse) et Jon Deitemyer (batterie).

### Vie privée
Elle est mariée à Martha Feldman., autrice et titulaire d’une chaire du département de musicologie de l’université de Chicago, depuis 2011.

## Discographie
- 1989 : Split, Floyd
- 1992 : A Distortion Of Love, Antilles
- 1994 : Café Blue, Premonition
- 1998 : Modern Cool Premonition
- 1999 : Companion Premonition
- 2000 : Nightclub, Premonition/Blue Note
- 2002 : Verse, Premonition/Blue Note
- 2004 : Live: A Fortnight In France, Blue Note
- 2006 : Mythologies, Blue Note
- 2007 : The Premonition years 1994-2002, Koch
- 2008 : The Cole Porter Mix, Blue Note
- 2009 : Monday Night Recorded Live at the Green Mill - Chicago, IL - 2/20/2006, Fast Atmosphere[2]
- 2009 : Monday Night Recorded Live at the Green Mill - Chicago, IL - 2/20/2006: volume 2, Fast Atmosphere[2]
- 2013 : Smash, Concord Records
- 2019 : Higher, ArtistShare
- 2021 : Clique, Impex Records

## Vidéographie
- 2005 : Live: France 2004 DVD